# Sonthi Boonyaratglin

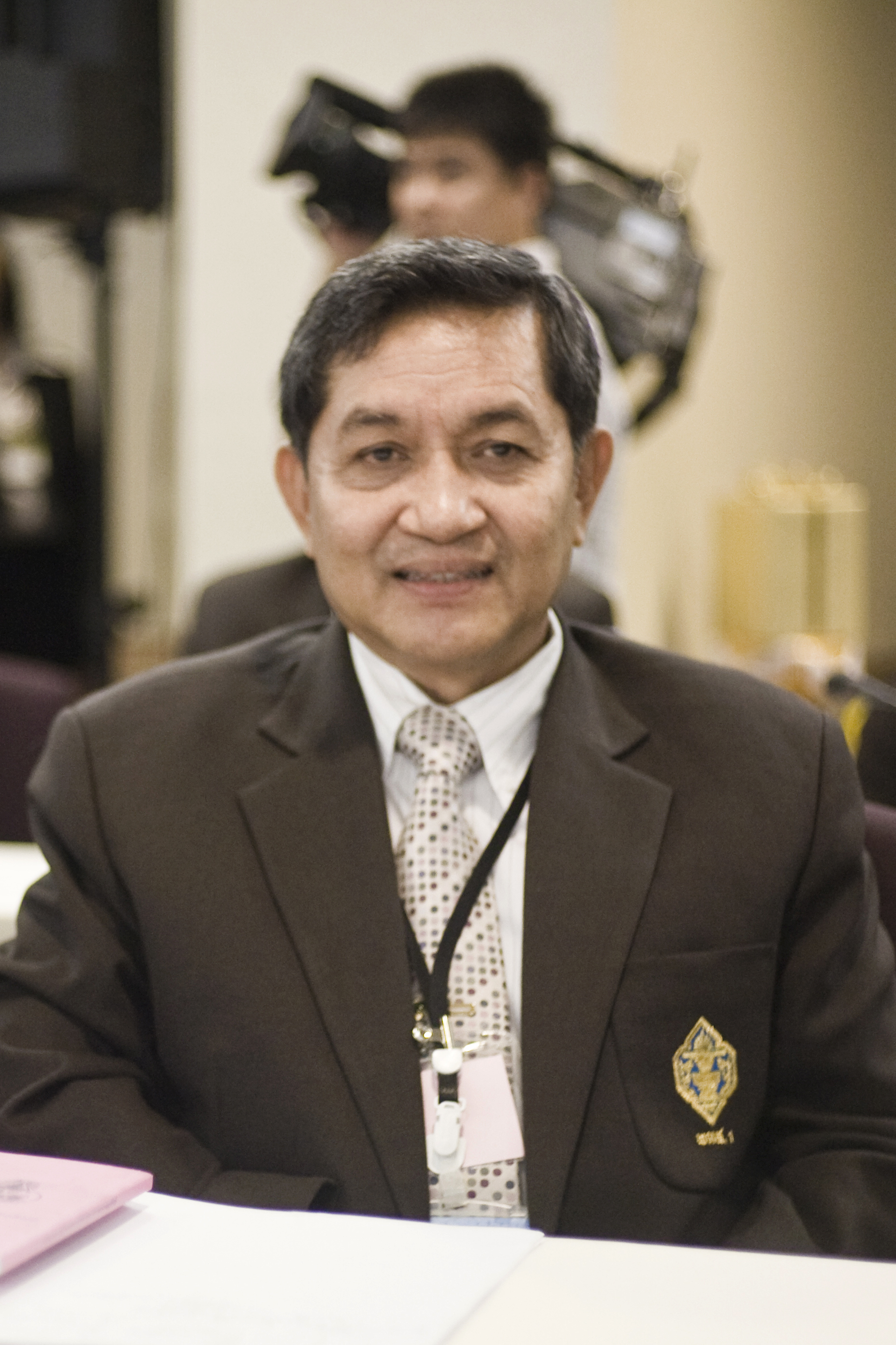
Sonthi Boonyaratglin (2009)

General Sonthi Boonyaratglin (Thai: สนธิ บุณยรัตกลิน, RTGS: Bunyaratkalin; Aussprache: [sǒntʰíʔ bunjárátkàlin]; auch Sondhi Boonyaratglin; * 2. Oktober 1946 in Bangkok) ist ein thailändischer Heeresoffizier (General) und Politiker.
Er war von 2005 bis 2007 Oberkommandierender des thailändischen Heeres, als erster Muslim in dieser Position. Am 19. September 2006 war er Anführer des Militärputsches gegen die Regierung des Ministerpräsidenten Thaksin Shinawatra. Anschließend leitete er die Militärjunta, die sich „Rat für demokratische Reformen“ nannte. Nach dem Ende seiner Militärkarriere war er von Oktober 2007 bis Januar 2008 als stellvertretender Premierminister Teil der vom Militär eingesetzten zivilen Übergangsregierung. Von 2009 bis 2018 war er Vorsitzender der Matubhum-Partei.

## Leben
Sonthi Boonyaratglin ist ein Nachkomme von Scheich Ahmad Qomi, einem persischen Händler, der sich im 17. Jahrhundert im damaligen Siam niederließ, hoher Beamter am Hof von Ayutthaya und erstes Oberhaupt der islamischen Gemeinde des Landes (Chula Ratchamontri bzw. Scheich al-Islam) wurde. Er begründete eine bis heute einflussreiche, aristokratische Familie. Sonthis Mutter war Kammerfrau im Königspalast.
1969 schloss er die Chulachomklao-Militärakademie ab und setzte seine militärische Ausbildung in den USA fort. Als Offizier der thailändischen Armee schon früher mit dem Kommando für besondere Kriegsführung betraut, wurde er 2005 als erster Muslim des überwiegend buddhistischen Landes zum Oberkommandierenden der Landstreitkräfte ernannt. Dies wurde allgemein als Zeichen an Aufständische im Süden des Landes gewertet, wo es seit Jahrzehnten zu gewalttätigen Konfrontationen zwischen nach Autonomie strebenden muslimischen Gruppen und dem Militär kommt. Sonthi versuchte eine Verhandlungslösung in diesem Konflikt herbeizuführen, scheiterte damit aber an der Weigerung des Premierministers Thaksin, der Verhandlungen mit den Aufständischen ablehnte.
Er gilt als Vertrauter des Kronratsvorsitzenden Prem Tinsulanonda und war mehrmals durch Auseinandersetzungen mit Thaksin Shinawatra über sicherheitspolitische Fragen aufgefallen.
Am 19. September 2006 stand er an der Spitze des unblutig verlaufenen Militärputsches, durch den der Premierminister abgesetzt wurde. Von den Vertretern des Militärs wurde er am 20. September als vorläufiger amtierender Regierungschef bestimmt. Der König, der in Thailand das weitgehende Vertrauen der Bevölkerung genießt, bestätigte in einer im Fernsehen übertragenen Rede, dass Sonthi Vorsitzender des neuen „Rates für demokratische Reformen“ sei. Er forderte die Bevölkerung auf, „alle Menschen sollten friedlich bleiben, und die Beamten sollten von jetzt an auf die Anweisung von General Sonthi hören“.
Am 1. Oktober 2006 wurde Sonthi als Regierungschef von dem Chef der zivilen, durch das Militär eingesetzten Übergangsregierung, Surayud Chulanont, abgelöst. Der Rat für demokratische Reformen benannte sich in „Rat für nationale Sicherheit“ um und blieb weiterhin unter Sonthis Vorsitz als übergeordnete Instanz bestehen.
Am 30. September 2007 ging Sonthi als Oberbefehlshaber der Streitkräfte in den Ruhestand. Am Tag darauf übergab er auch den Vorsitz des Rates für nationale Sicherheit an den Luftwaffengeneral Chalit Pukpasuk. Am 15. Oktober 2007 wurde Sonthi daraufhin zum stellvertretenden Premierminister ernannt. Nach der Wahl im Dezember 2007 übergab die Junta die Geschäfte im Januar 2008 an die gewählte Regierung von Samak Sundaravej.
Im November 2009 übernahm Sonthi den Vorsitz der Matubhum-Partei (Mutterlandpartei). Diese gewann bei der Parlamentswahl 2011 zwei Sitze. Sonthi selbst zog nicht in das Parlament ein. Die Partei wurde Ende 2018 aufgelöst.
Obwohl in Thailand auch für Muslime die Monogamie vorgeschrieben ist, lebt Sonthi mit drei Ehefrauen (Sukunya, Piyada, Wanna) zusammen. Mit zwei von ihnen (Sukunya, Piyada) ist er offiziell gleichzeitig verheiratet.